# Hans Fiedler (Kunsthistoriker)
Hans Fiedler (* 17. November 1891 in Bamberg; † 1989 ebenda) war ein deutscher Gymnasiallehrer, Altphilologe und Kunsthistoriker.

## Leben
Fiedler wurde 1914 an der Universität Erlangen im Fach Klassische Philologie bei Otto Stählin zum Dr. phil. promoviert. Er war von 1916 bis 1919 sowie von 1920 an Lehrer für philologisch-historische Fächer am Neuen Gymnasium in Bamberg. Ab 1950 lehrte er als Oberstudiendirektor am Alten Gymnasium, bevor er 1956 pensioniert wurde.
Er veröffentlichte mehrere Werke zur Bamberger Kunstgeschichte.

## Ehrungen
- 1958: Verdienstkreuz 1. Klasse der Bundesrepublik Deutschland
- 1992: Gedenktafel an seinem Wohnhaus Markusplatz 1 in Bamberg.

## Werke
- Die Darstellung der Katastrophe in der griechischen Tragödie. Ein Beitrag zur Technik des Dramas. Gärtner, Bamberg 1914 (zugleich Dissertation Universität Erlangen 1914; archive.org).
- Dome und Politik: Der staufische Reichsgedanke in Bamberg und Magdeburg. Angelsachsen-Verlag, Bremen, Berlin 1937 (eingeschränkte Vorschau in der Google-Buchsuche).
- mit Hans Bauerschmidt: Die höhere Schulabteilung in Bayern von 1909–1944  unter Dr. Johann Melber und Dr. Hans Bauerschmidt. St.-Otto-Verlag, Bamberg 1954.
- mit Hans Bauerschmidt: Ansprachen zum 5. Bamberger Mitschülerfest 1954 vom 13. bis 15. Juli 1954. Direktorate d. Alten u. Neuen Gymnasiums, Bamberg 1954.
- Die Marientüre am Dom zu Bamberg. St.-Otto-Verlag, Bamberg 1956.
- Der Meister im Bamberger Dom. Magister de vivis lapidibus. Urgestalt deutschen Bildhauertums. Pröpster, Kempten i. Allg. 1965.
- Der Bildgehalt des Bamberger Domes: eine Auseinandersetzung zugleich mit der Konstantins-These. Bericht / Historischer Verein Bamberg für die Pflege der Geschichte des Ehemaligen Fürstbistums. 107.1971, S. 17–44 (OCLC 888146589).
- Die Konsolen in den östlichen Seitenschiffen des Bamberger Domes in ihrer Beziehung zu dem bauplastisch und bauarchäologisch bedingten Urplan der Westpartie. Bericht d Histor. Vereins Bamberg, 113, 1977, S. 141–180 (OCLC 163687022).
- Antlitz aus dem Stein: Porträt eines staufischen Meisters in Bamberg, Magdeburg, Mainz, Naumburg und Meissen. Mäander, Mittenwald 1982, ISBN 3-88219-148-1.